# Neuchâtel Université
Neuchâtel Université – żeński klub piłki siatkowej ze Szwajcarii. Został założony w 1960 w mieście Neuchâtel.

## Sukcesy
Mistrzostwo Szwajcarii:
- 2019, 2021, 2022, 2023
- 1976, 2011, 2012
- 1991, 2010, 2014, 2015, 2020

Superpuchar Szwajcarii:
- 2018, 2019, 2021, 2022, 2023

Puchar Szwajcarii:
- 2019, 2023, 2025[1]

Puchar CEV:
- 2024[2]